# Joe Ingles
 Joseph Howarth Ingles (Adelaide, 2 oktober 1987) is een Australisch basketballer die sinds 2024 uitkomt voor de Minnesota Timberwolves. 

## Carrière

### Professioneel debuut in Australië en NBL-kampioen met de South Dragons
Ingles begon zijn professionele loopbaan in 2006 toen hij op 17 maart 2006 als eerste speler een contract tekende bij de South Dragons, een nieuw team in de Australische National Basketball League. Ingles maakte op 18-jarige leeftijd meteen indruk en werd voor zijn prestaties gekozen tot rookie van het jaar in de NBL. Tijdens zijn debuutseizoen was hij goed voor 15,3 punten, 4,9 rebounds en 3 assists per wedstrijd. Ook de daaropvolgende seizoenen liet Ingles zich verder opmerken. Tijdens het seizoen 2008/09 behaalde Ingles de Australische titel dankzij winst in de playoffs tegen de Melbourne Tigers. Ingles werd ook voor de tweede keer geselecteerd voor de NBL All-Star Game. 
Enkele maanden later werd de club als gevolg van financiële moeilijkheden opgedoekt. In de zomer van 2008 maakte Ingles met Australië zijn Olympisch debuut tijdens de Olympische Spelen in Peking. In de kwartfinale werd er verloren van de Verenigde Staten. In 2009 stelde Ingles zich kandidaat voor de NBA Draft maar hij werd niet uitgekozen.

### 2009-2014: Een succesvol Europees avontuur
In juli 2009 tekende Ingles transfervrij bij het Spaanse CB Granada in de Liga ACB waarvoor hij anderhalf seizoen zou spelen. In november 2010 tekende Ingles een contract bij FC Barcelona Bàsquet. Met FC Barcelona won Ingles zowel in 2011 als 2012 de Spaanse titel en speelde hij ook in de EuroLeague. Ingles won met Barcelona ook twee keer de Copa del Rey de Baloncesto en de Supercopa de España de Baloncesto. In 2012 nam Ingles voor de tweede keer deel aan de Olympische Spelen. In Londen verloor Australië in de kwartfinale opnieuw van de Verenigde Staten. Op 24 juli 2013 tekende Ingles een contract bij Maccabi Tel Aviv BC. Ook bij Maccabi deelde Ingles in de successen met zowel de Israëlische landstitel als bekerwinst maar ook winst in de EuroLeague, de hoogste professionele competitie in Europa. In de finale van de EuroLeague was Ingles met Maccabi na verlengingen te sterk voor Real Madrid Baloncesto.

### 2014-2022: Utah Jazz en Olympisch brons
Ingles ging in september en oktober van 2014 mee op trainingskamp met de Los Angeles Clippers, maar hij werd uiteindelijk niet weerhouden in de kern van de Clippers voor het nieuwe seizoen. Amper enkele dagen later tekende Ingles een contract bij de Utah Jazz. Op 29 oktober 2014 maakte Ingles zijn NBA-debuut voor de Jazz in een wedstrijd tegen de Houston Rockets. In de loop van het seizoen kreeg Ingles steeds meer speelminuten en gaandeweg werd hij ook regelmatig uitgespeeld als basisspeler. Op 10 juli 2015 tekende Ingles een vernieuwd contract voor meerdere seizoenen bij de Jazz. In 2016 nam Ingles een derde keer deel aan de Olympische Zomerspelen. Met Australië kon Ingles zich kwalificeren voor de halve finale, waarin er werd verloren van Servië. In de troostfinale was Spanje te sterk voor de Aussies die het Olympisch toernooi dus afsloten op de ondankbare vierde plaats. 
Aan het eind van het seizoen 2016/17 mocht Ingles met de Jazz voor het eerst in de playoffs aantreden. Na winst in de eerste ronde tegen de Los Angeles Clippers verloor Utah in de halve finale van de Western Conference met duidelijke 4-0 cijfers van de Golden State Warriors. Op 25 juli 2017 tekende Ingles een nieuw verbeterd contract bij de Jazz. Tijdens het seizoen seizoen 2017/18 werd Ingles uitgespeeld als basisspeler, goed voor een gemiddelde speeltijd van 31,4 minuten. Ingles maakte tijdens het reguliere seizoen 204 driepunters, een nieuw record in de geschiedenis van de Jazz. In de playoffs verloor Ingles met Utah in de tweede ronde van de Houston Rockets. Ook het daaropvolgende seizoen was Ingles een vaste basisspeler bij de Utah Jazz. Ingles sloot het seizoen af met een wedstrijdgemiddelde van 12,1 punten en 5,7 rebounds. In de eerste ronde van de playoffs verloor Utah van de Houston Rockets. Op 22 oktober 2019 werden de sterke prestaties van Ingles beloond met een contractverlenging van één seizoen, waardoor zijn contract zou lopen tot 2022. Op 8 januari 2021 kon Ingles niet aantreden wegens een blessure aan de achillespees. Hiermee kwam een einde aan een reeks van 418 achtereenvolgende wedstrijden van Ingles voor Utah Jazz. Op 29 januari 2021 scoorde Ingles zijn 846e driepunter voor de Jazz, waarmee hij recordhouder werd in de geschiedenis van de club. In de playoffs van het seizoen seizoen 2020/21 verloren de Utah Jazz in de tweede ronde van de Los Angeles Clippers. In de zomer van 2021 nam Ingles met Australië deel aan de uitgestelde Olympische Spelen van 2020 in Tokio. Met zijn landgenoten kon Ingles zich kwalificeren voor de halve finale, waarin er werd verloren van de Verenigde Staten. In de troostfinale was Australië sterker dan Slovenië zodat Ingles een Olympisch bronzen medaille op zijn palmares mocht schrijven. In het daaropvolgende seizoen liep Ingles op 30 januari 2022 een knieblessure op waardoor hij de rest van het seizoen moest missen.

### 2022-2025: Passages bij de Milwaukee Bucks, Orlando Magic en de Minnesota Timberwolves
Ingles werd op 9 februari 2022 geruild naar de Portland Trail Blazers. In deze deal verhuisden verder Elijah Hughes, Nickeil Alexander-Walker, Juan Hernangomez en Tomáš Satoranský van club. Als gevolg van de knieblessure speelde Ingles echter geen enkele wedstrijd voor Portland. Op 6 juli 2022 tekende Ingles een contract voor één seizoen bij de Milwaukee Bucks waarvoor hij pas op speeldag 30 zijn debuut kon maken. Bij Milwaukee kon Ingles zich niet opwerken tot basisspeler. Zo tekende hij op 7 juli 2023 een contract bij de Orlando Magic. Na één seizoen in Orlando tekende Ingles in 2024 voor de Minnesota Timberwolves. Ingles nam in 2024 voor de vijfde keer deel aan de Olympische Spelen. In Parijs verloor Australië in de kwartfinale van Servië. Ingles kwam wel maar twee minuten in actie tijdens gans het Olympisch toernooi. Op 6 juli 2025 tekende Ingles een nieuw contract voor één seizoen bij de Minnesota Timberwolves.

## Erelijst
- EuroLeague: 2014
- Kampioen van Israël: 2014
- Israëlische basketbalbeker: 2014
- Spaans landskampioen: 2011, 2012
- Spaanse Supercup: 2011, 2012
- Spaans bekerwinnaar: 2011
- Lliga Catalana de Bàsquet: 2012
- NBL-kampioen: 2009
- NBL All-Star: 2006, 2008
- All-NBL Third Team: 2009
- All-NBL Domestic Players Second Team: 2008
- NBL Rookie of the Year Award: 2007
- Olympische Spelen: 2020
- Oceanisch basketbalkampioenschap:  (2011, 2013);  (2009)

## Statistieken
| Legenda | Legenda                | Legenda | Legenda                 | Legenda | Legenda               |
| ------- | ---------------------- | ------- | ----------------------- | ------- | --------------------- |
| WG      | Wedstrijden gespeeld   | WS      | Wedstrijden als starter | MPW     | Minuten per wedstrijd |
| FG%     | Fieldgoal-percentage   | 3P%     | Drie-punterpercentage   | VW%     | Vrije-worppercentage  |
| RPW     | Rebounds per wedstrijd | APW     | Assists per wedstrijd   | SPW     | Steals per wedstrijd  |
| BPW     | Blocks per wedstrijd   | PPW     | Punten per wedstrijd    | Vet     | Hoogste in carrière   |

### Regulier seizoen NBA
| Seizoen  | Team                   | WG  | WS  | MPW  | FG%  | 3P%  | FW%  | RPW | APW | SPW | BPW | PPW   |
| -------- | ---------------------- | --- | --- | ---- | ---- | ---- | ---- | --- | --- | --- | --- | ----- |
| 2014/15  | Utah Jazz              | 79  | 32  | 21,2 | 41,5 | 35,6 | 75,0 | 2,2 | 2,3 | 0,9 | 0,1 | 5,0   |
| 2015/16  | Utah Jazz              | 81  | 2   | 15,3 | 42,6 | 38,6 | 72,2 | 1,9 | 1,2 | 0,7 | 0   | 4,2   |
| 2016/17  | Utah Jazz              | 82  | 26  | 24,1 | 45,2 | 44,1 | 73,5 | 3,2 | 2,7 | 1,2 | 0,1 | 7,1   |
| 2017/18  | Utah Jazz              | 82  | 81  | 31,4 | 46,7 | 44,0 | 79,5 | 4,2 | 4,8 | 1,1 | 0,2 | 11,5  |
| 2018/19  | Utah Jazz              | 82  | 82  | 31,3 | 44,8 | 39,1 | 70,7 | 4,0 | 5,7 | 1,2 | 0,2 | 12,1' |
| 2019/20  | Utah Jazz              | 72  | 45  | 29,7 | 44,5 | 39,9 | 78,7 | 3,9 | 5,2 | 0,9 | 0,2 | 9,8   |
| 2020/21  | Utah Jazz              | 67  | 30  | 27,9 | 48,9 | 45,1 | 84,4 | 3,6 | 4,7 | 0,7 | 0,2 | 12,1  |
| 2021/22  | Utah Jazz              | 45  | 15  | 24,9 | 40,4 | 34,7 | 77,3 | 2,9 | 3,5 | 0,5 | 0,1 | 7,2   |
| 2022/23  | Milwaukee Bucks        | 46  | 0   | 22,7 | 43,5 | 40,9 | 85,7 | 2,8 | 3,3 | 0,7 | 0,1 | 6,9   |
| 2023/24  | Orlando Magic          | 68  | 0   | 17,2 | 43,6 | 43,5 | 82,4 | 2,1 | 3,0 | 0,6 | 0,1 | 4,4   |
| 2024/25  | Minnesota Timberwolves | 19  | 1   | 6,0  | 26,1 | 20,0 | –    | 0,6 | 1,2 | 0,1 | 0,0 | 0,8   |
| Carrière | Carrière               | 723 | 314 | 24,2 | 44,7 | 40,9 | 77,4 | 3,0 | 3,6 | 0,9 | 0,1 | 7,9   |

### Playoffs NBA
| Seizoen  | Team            | WG | WS | MPW  | FG%  | 3P%  | FW%   | RPW | APW | SPW | BPW | PPW  |
| -------- | --------------- | -- | -- | ---- | ---- | ---- | ----- | --- | --- | --- | --- | ---- |
| 2016/17  | Utah Jazz       | 11 | 11 | 30,3 | 40,3 | 36,6 | 66,7  | 3,7 | 3,3 | 2,0 | 0,5 | 6,5  |
| 2017/18  | Utah Jazz       | 11 | 11 | 34,8 | 47,1 | 45,5 | 64,7  | 4,4 | 3,4 | 0,5 | 0,2 | 14,5 |
| 2018/19  | Utah Jazz       | 5  | 5  | 30,1 | 32,4 | 27,6 | -     | 4,8 | 5,0 | 2,2 | 0   | 6,4  |
| 2019/20  | Utah Jazz       | 7  | 7  | 33,5 | 40,7 | 35,0 | 100,0 | 3,4 | 4,7 | 0,6 | 0,1 | 9,1  |
| 2020/21  | Utah Jazz       | 11 | 6  | 27,8 | 49,4 | 41,4 | 76,9  | 3,1 | 3,5 | 0,6 | 0   | 10,2 |
| 2022/23  | Milwaukee Bucks | 5  | 0  | 17,8 | 52,2 | 50,0 | -     | 1,2 | 2,0 | 0,6 | 0,2 | 6,8  |
| 2023/24  | Orlando Magic   | 7  | 0  | 9,6  | 33,3 | 28,6 | 50,0  | 1,9 | 1,7 | 0,4 | 0   | 1,6  |
| Carrière | Carrière        | 57 | 40 | 27,4 | 44,1 | 39,7 | 72,3  | 3,3 | 3,4 | 1,0 | 0,2 | 8,5  |

### EuroLeague
| Seizoen  | Team                 | WG | WS | MPW  | FG%  | 3P%  | FW%  | RPW | APW | SPW | BPW | PPW |
| -------- | -------------------- | -- | -- | ---- | ---- | ---- | ---- | --- | --- | --- | --- | --- |
| 2010/11  | FC Barcelona Bàsquet | 15 | 4  | 15,7 | 46,2 | 23,3 | 72,7 | 1,1 | 1,1 | 0,8 | 0,1 | 5,0 |
| 2011/12  | FC Barcelona Bàsquet | 21 | 2  | 13,3 | 37,5 | 23,1 | 80,0 | 1,7 | 1,4 | 0,6 | 0   | 4,3 |
| 2012/13  | FC Barcelona Bàsquet | 29 | 16 | 20,1 | 44,2 | 39,4 | 78,6 | 2,1 | 1,1 | 0,4 | 0,1 | 6,0 |
| 2013/14  | Maccabi Tel Aviv BC  | 30 | 13 | 22,9 | 47,6 | 41,7 | 69,7 | 3,0 | 2,9 | 0,8 | 0,1 | 6,4 |
| Carrière | Carrière             | 95 | 35 | 18,5 | 44,3 | 34,9 | 75,5 | 2,2 | 1,7 | 0,6 | 0,1 | 5,6 |

### Overige competities
| Seizoen | Team                 | Competitie                 | WG | MPW  | 2P%  | 3P%  | FW%  | RPW | APW | SPW | BPW | PPW  |
| ------- | -------------------- | -------------------------- | -- | ---- | ---- | ---- | ---- | --- | --- | --- | --- | ---- |
| 2006/07 | South Dragons        | National Basketball League | 33 | 30,2 | 46,7 | 32,5 | 75,1 | 4,8 | 3   | 0,8 | 0,6 | 15,3 |
| 2007/08 | South Dragons        | National Basketball League | 30 | 37   | 44,3 | 38,4 | 69,2 | 6,3 | 4,9 | 1,2 | 0,6 | 15,4 |
| 2008/09 | South Dragons        | National Basketball League | 30 | 27,8 | 45,0 | 36,8 | 81,3 | 4,3 | 3,7 | 1,1 | 0,5 | 13,5 |
| 2009/10 | CB Granada           | Liga ACB                   | 34 | 29,2 | 43,8 | 35,2 | 69,4 | 4,1 | 2,6 | 1,1 | 0,3 | 11   |
| 2010/11 | CB Granada           | Liga ACB                   | 7  | 33,1 | 39,1 | 27,3 | 78,9 | 4,7 | 3,9 | 2,3 | 0,4 | 13,3 |
| 2010/11 | FC Barcelona Bàsquet | Liga ACB                   | 24 | 14,9 | 50,0 | 45,3 | 71,4 | 0,9 | 1,1 | 0,5 | 0   | 6,6  |
| 2011/12 | FC Barcelona Bàsquet | Liga ACB                   | 27 | 15,4 | 45,9 | 41,0 | 77,5 | 1,7 | 1,8 | 1,0 | 0,1 | 5,4  |
| 2012/13 | FC Barcelona Bàsquet | Liga ACB                   | 22 | 19,4 | 42,9 | 36,9 | 73,0 | 2,1 | 1,5 | 0,6 | 0,1 | 7    |
| 2013/14 | Maccabi Tel Aviv BC  | Ligat Ha'Al                | 24 | 22,5 | 42,7 | 31,7 | 61,8 | 2,9 | 2,9 | 1,1 | 0,1 | 6,8  |